# NGC 1857
NGC 1857 é um aglomerado aberto relativamente pouco estudado, na direção da constelação de Auriga. O objeto foi descoberto pelo astrônomo William Herschel em 1786, usando um telescópio refletor com abertura de 18,6 polegadas. É composto principalmente por estrelas azuis da sequência principal, porém com já algumas estrelas gigantes vermelhas no campo central. Estima-se que sua idade seja de 180 milhões de anos.  Devido a sua moderada magnitude aparente (+7), é visível apenas com telescópios amadores ou com equipamentos superiores e, mesmo assim, acredita-se que várias estrelas brilhantes (incluindo uma gigante vermelha de magnitude visual 7.4) visíves juntamente com o objeto, estejam apenas à sua frente no campo de visão, não fazendo portanto, parte do aglomerado estelar.